# طغموسة
طُغموسة أو سَمبَلفُورة (الاسم العلمي: Cymbalophora)، جنس حشرات من العثيات النمرية وفصيلة الأربوسية.

## الأنواع
- Cymbalophora haroldi
- Cymbalophora oertzeni
- Cymbalophora powelli
- Cymbalophora pudica
- Cymbalophora rivularis

## روابط خارجية
- Natural History Museum Lepidoptera generic names catalog